# It's Only Money
It's Only Money (bra: Detetive Mixuruca) é um filme de comédia de 1962, dirigido por Frank Tashlin e protagonizado por Jerry Lewis.

## Elenco
- Jerry Lewis como Lester March
- Joan O'Brien como Wanda Paxton
- Zachary Scott como Gregory DeWitt
- Jack Weston como Leopold
- Jesse White como Pete Flint
- Mae Questel como Cecilia Albright